# Wunder von der Grotenburg
Das Wunder von der Grotenburg (auch das Wunder von Uerdingen) wurde und wird vor allem in der westdeutschen Öffentlichkeit das 7:3 endende Europapokalspiel zwischen Bayer 05 Uerdingen und Dynamo Dresden vom 19. März 1986 genannt. Bayer Uerdingen hatte das Viertelfinalhinspiel im Europapokal der Pokalsieger 1985/86 mit 0:2 verloren und lag in der heimischen Grotenburg-Kampfbahn zur Halbzeit – scheinbar aussichtslos – 1:3 zurück. Nach einem Foul gegen Dresdens Stammtorhüter, das dessen sportliche Karriere beendete, bahnte sich Uerdingen wie durch ein Wunder in der zweiten Halbzeit mit sechs Toren noch den Weg ins Halbfinale.
Das Spiel hatte als deutsch-deutsches Duell während der deutschen Teilung besondere Brisanz.

## Vorgeschichte
Das Hinspiel am 5. März in Dresden ging für Bayer mit 0:2 verloren (Torschützen: Frank Lippmann, Hans-Uwe Pilz). Das Rückspiel in der Krefelder Grotenburg-Kampfbahn mussten die Krefelder wegen der damals gültigen Auswärtstorregel mit mindestens drei Toren Differenz gewinnen. Bei einem 2:0 hätte es Verlängerung gegeben. Bei jedem anderen Ergebnis wäre Uerdingen ausgeschieden.
Da es sich um eine deutsch-deutsche Begegnung handelte, hatte das ZDF beschlossen, dieses brisante Spiel live zu übertragen, statt der zeitgleichen Partie im Europapokal der Landesmeister FC Bayern München – RSC Anderlecht. Diese sehr umstrittene Entscheidung sollte sich als Glücksfall erweisen, denn so konnten die westdeutschen Fernsehzuschauer das „Wunder von der Grotenburg“ miterleben.

## Das Spiel
Schon in der ersten Spielminute erzielte Ralf Minge das 0:1. Nach dem zwischenzeitlichen Ausgleich durch Wolfgang Funkel (13.) trafen Frank Lippmann (36.) und Rudi Bommer (42., Eigentor) zum 1:3-Halbzeitstand. Anfang der zweiten Spielhälfte benötigten die Uerdinger also fünf Tore zum Weiterkommen. Bei einem brutalen Foul durch Wolfgang Funkel in der 39. Minute erlitt Dresdens Stammtorhüter Bernd Jakubowski einen Schulterbruch und musste zur Halbzeitpause gegen den bis dahin völlig unerfahrenen Jens Ramme ausgewechselt werden.
In der 58. Minute leitete Wolfgang Funkel nach Foul von Minge per Elfmeter die Aufholjagd ein. Ralf Minge (63., Eigentor), Wolfgang Schäfer (65.) und Dietmar Klinger (78.) schraubten den Spielstand auf 5:3, und schließlich brachte Wolfgang Funkel mit seinem dritten Tor, per Handelfmeter (79.), die Uerdinger erstmals in der Addition beider Spiele in Führung. Unmittelbar danach vergaben die Dresdner zwei klare Torchancen durch Jörg Stübner und Ralf Minge, die der Uerdinger Torhüter Werner Vollack zunichtemachte. Wolfgang Schäfer setzte schließlich mit dem 7:3 in der 86. Minute den Schlusspunkt.
Damit zogen die Uerdinger mit einem Gesamtergebnis von 7:5 nach Hin- und Rückspiel in die nächste Runde ein. Das einzige noch torreicher verlaufene Duell in Dynamo Dresdens Europapokalhistorie waren die beiden Fußballspiele FC Bayern München – Dynamo Dresden 1973 (7:6).
| Paarung            | Bayer 05 Uerdingen – SG Dynamo Dresden |
| Ergebnis           | 7:3 (1:3) |
| Datum              | Mittwoch, 19. März 1986 |
| Stadion            | Grotenburg-Kampfbahn, Krefeld |
| Zuschauer          | 22.000 |
| Schiedsrichter     | Lajos Németh ( Ungarn) |
| Tore               | 0:1 Ralf Minge (1.) 1:1 Wolfgang Funkel (13.) 1:2 Frank Lippmann (35.) 1:3 Rudi Bommer (42., Eigentor) 2:3 Wolfgang Funkel (58., Foulelfmeter) 3:3 Ralf Minge (63., Eigentor) 4:3 Wolfgang Schäfer (65.) 5:3 Dietmar Klinger (78.) 6:3 Wolfgang Funkel (79., Handelfmeter) 7:3 Wolfgang Schäfer (86.) |
| Bayer 05 Uerdingen | Werner Vollack – Matthias Herget, Michael Dämgen, Wolfgang Funkel, Werner Buttgereit, Rudi Bommer, Horst Feilzer, Friedhelm Funkel, Franz Raschid (52. Dietmar Klinger), Lárus Guðmundsson (72. Peter Loontiens), Wolfgang Schäfer Cheftrainer: Karl-Heinz Feldkamp                                   |
| SG Dynamo Dresden  | Bernd Jakubowski (46. Jens Ramme) – Hans-Jürgen Dörner, Matthias Döschner, Andreas Trautmann, Reinhard Häfner, Jörg Stübner, Hans-Uwe Pilz, Matthias Sammer (28. Torsten Gütschow), Ralf Minge, Ulf Kirsten, Frank Lippmann Cheftrainer: Klaus Sammer                                                 |
| Gelbe Karten       | Matthias Herget, Horst Feilzer, Wolfgang Schäfer, Franz Raschid – Jörg Stübner, Hans-Uwe Pilz |

## Folgen
Dresdens Trainer Klaus Sammer wurde auch aufgrund dieses Spiels später seines Postens enthoben und durch Eduard Geyer ersetzt. Es war das letzte der mehr als 60 Europapokalspiele von Dynamo Dresdens Rekordspieler Hans-Jürgen Dörner, da Geyer wenig später dessen Karriereende durchsetzte. Für Dynamo-Torwart Bernd Jakubowski hatte die bei dem Foulspiel erlittene Verletzung sogar ein vorzeitiges Ende seiner Spielerlaufbahn zur Folge, da Comebackversuche in der Dresdner Reserveelf Ende 1986 nicht mehr als Sprungbrett für die Rückkehr in den Oberligakader dienen konnten. Der Dresdner Spieler Frank Lippmann setzte sich nach dem Spiel ab und blieb in der Bundesrepublik.
Im Halbfinale sollte Uerdingen auf Atlético Madrid treffen und ausscheiden.
Das Fußballmagazin 11 Freunde erkor die Partie Uerdingen gegen Dresden zum „größten Fußballspiel aller Zeiten“. Der WDR drehte eine Dokumentation über das Spiel, die am 10. Dezember 2007 vor rund 100 geladenen Gästen im Krefelder Cinemaxx uraufgeführt und Ende Dezember im Fernsehen gezeigt wurde.